# سانتا كولوما دي جرامانيت
بلدية سانتا كولوما دي غرامانيت (بالكاتالانية: Santa Coloma de Gramanet) هي إحدى بلديات مقاطعة برشلونة، والتي تقع في منطقة كاتالونيا، شرق إسبانيا.
يبلغ عدد سكانها 116.765 نسمة وفقاً لإحصائية سنة (2007).

## توأمة
لسانتا كولوما دي جرامانيت اتفاقيات توأمة مع كل من:
- كوجوليتو
- Edchera  [لغات أخرى]‏
- قبرة
- كيلمارنوك [الإنجليزية]‏
- أويلما
- أليس
- تلاوي
- هيرستال
- Villa El Salvador [الإنجليزية]‏
- Habana del Este [الإنجليزية]‏

## أعلام
- خافيير كارمونا
- خورخي روجاس
- ديبورا غارسيا
- غابرييل روفيان
- تيتو